# Bigshirt
Een bigshirt of slaapshirt is een kledingstuk voor de nacht. Een bigshirt neemt de vorm aan van een lang T-shirt en kan zowel van korte als lange mouwen zijn voorzien. Hoewel het tot de nachtkleding behoort, wordt het bijvoorbeeld ook in de huiskamer gedragen na het douchen.
Een voordeel van het bigshirt is de soepele pasvorm. Verder is er geen bijpassend broekje nodig, het wordt meestal over een onderbroek gedragen. Afhankelijk van de lichaamslengte komt het shirt tot iets boven de knie (niet meer dan 10 à 15 cm). Een nadeel is dat bij bepaalde houdingen de onderbroek zichtbaar kan worden.
Een bigshirt staat iets minder gekleed dan een nachthemd of pyjama, die vaak modieuzer zijn uitgevoerd.